# Lista dowódców stałych załóg Międzynarodowej Stacji Kosmicznej
Międzynarodowa Stacja Kosmiczna (ISS) była budowana od 1998 r., a 2 listopada 2000 r. dotarła do niej pierwsza stała załoga, tzw. ekspedycja. Odtąd nieprzerwanie przebywają i pracują na niej kolejne załogi liczące od 2 do 7 astronautów z różnych agencji kosmicznych.
Poniższy wykaz stanowi zestawienie nazwisk dowódców poszczególnych stałych załóg. Wymienieni tu astronauci dowodzili stacją przez kilkumiesięczne okresy i ze względu na dużą odpowiedzialność tej funkcji na ogół pełnili ją doświadczeni i cieszący się autorytetem astronauci różnych krajów.

## Dowódcy ISS w latach 2000–2022
| Nr ekspedycji | Dowódca                | Lot, kraj           | W okresie               | Załoga | Uwagi |
| ------------- | ---------------------- | ------------------- | ----------------------- | ------ | --- |
| 1             | William Shepherd       | 4, USA              | 2.11.2000 – 19.03.2001  | 3      | Pierwsza załoga stacji przybyła na jej pokład rosyjskim statkiem Sojuz w wersji TM. |
| 2             | Jurij Usaczow          | 4, Rosja            | 10.03.2001 – 20.08.2001 | 3      | Od tej ekspedycji zmiany załóg odbywały się amerykańskimi wahadłowcami STS. |
| 3             | Frank Culbertson       | 3, USA              | 12.08.2001 – 15.12.2001 | 3      | |
| 4             | Jurij Onufrijenko      | 2, Rosja            | 7.12.2001 – 15.06.2002  | 3      | |
| 5             | Walerij Korzun         | 2, Rosja            | 7.06.2002 – 2.12.2002   | 3      | |
| 6             | Kenneth Bowersox       | 5, USA              | 25.11.2002 – 4.05.2003  | 3      | Po katastrofie Columbii załoga wróciła na Ziemię awaryjnym rosyjskim statkiem Sojuz. |
| 7             | Jurij Malenczenko      | 3, Rosja            | 28.04.2003 – 27.10.2003 | 2      | Po katastrofie Columbii załoga ISS została ograniczona do 2 osób, a jej zmiany odbywały się rosyjskimi statkami Sojuz. |
| 8             | Michael Foale          | 6, USA              | 20.10.2003 – 29.04.2004 | 2      | |
| 9             | Giennadij Padałka      | 2, Rosja            | 21.04.2004 – 23.10.2004 | 2      | |
| 10            | Leroy Chiao            | 2, USA              | 16.10.2004 – 24.04.2005 | 2      | |
| 11            | Siergiej Krikalow      | 6, Rosja            | 17.04.2005 – 10.10.2005 | 2      | |
| 12            | William McArthur       | 4, USA              | 3.10.2005 – 8.04.2006   | 2      | |
| 13            | Pawieł Winogradow      | 2, Rosja            | 1.04.2006 – 28.09.2006  | 3      | Po wznowieniu lotów wahadłowców załogi nadal były wymieniane Sojuzami w wersjach TMA, TMA-M i MS, jednak załogę zwiększono do 3 osób, a trzeci jej członek był dowożony na ISS wahadłowcami (jego czas pobyt na stacji nie pokrywał się z pobytem reszty załogi). |
| 14            | Michael Lopez-Alegria  | 4, USA              | 20.09.2006 – 21.04.2007 | 3      | |
| 15            | Fiodor Jurczychin      | 2, Rosja            | 9.04.2007 – 21.10.2007  | 3      | |
| 16            | Peggy Whitson          | 2, USA              | 12.10.2007 – 19.04.2008 | 3      | |
| 17            | Siergiej Wołkow        | 1, Rosja            | 10.04.2008 – 24.10.2008 | 3      | |
| 18            | Edward Fincke          | 2, USA              | 14.10.2008 – 8.04.2009  | 3      | |
| 19/20         | Giennadij Padałka      | 3, Rosja            | 28.03.2009 – 11.10.2009 | 3/6    | Padałka kontynuował dowodzenie ISS w Ekspedycji 20. W Ekspedycji 20 zwiększono liczebność załogi stacji do 6 osób, w związku z czym załogi, dowożone wyłącznie statkami Sojuz, były wymieniane w każdym locie w połowie.                                          |
| 21            | Frank De Winne         | 2, Europa (Belgia)  | 11.10.2009 – 1.12.2009  | 5-6    | |
| 22            | Jeffrey Williams       | 3, USA              | 1.12.2009 – 18.03.2010  | 5      | |
| 23            | Oleg Kotow             | 2, Rosja            | 18.03.2010 – 2.06.2010  | 6      | |
| 24            | Aleksandr Skworcow     | 1, Rosja            | 2.06.2010 – 25.09.2010  | 6      | |
| 25            | Douglas Wheelock       | 2, USA              | 25.09.2010 – 26.11.2010 | 6      | |
| 26            | Scott Kelly            | 3, USA              | 26.11.2010 – 16.03.2011 | 6      | |
| 27            | Dmitrij Kondratjew     | 1, Rosja            | 16.03.2011 – 24.05.2011 | 6      | |
| 28            | Andriej Borisienko     | 1, Rosja            | 24.05.2011 – 16.09.2011 | 6      | |
| 29            | Michael Fossum         | 3, USA              | 16.09.2011 – 22.11.2011 | 6      | |
| 30            | Daniel Burbank         | 3, USA              | 22.11.2011 – 27.04.2012 | 6      | |
| 31            | Oleg Kononienko        | 2, Rosja            | 27.04.2012 – 1.07.2012  | 6      | |
| 32            | Giennadij Padałka      | 4, Rosja            | 1.07.2012 – 17.09.2012  | 6      | |
| 33            | Sunita Williams        | 2, USA              | 17.09.2012 – 19.11.2012 | 6      | |
| 34            | Kevin Ford             | 2, USA              | 19.11.2012 – 16.03.2013 | 6      | |
| 35            | Chris Hadfield         | 3, Kanada           | 16.03.2013 – 14.05.2013 | 6      | |
| 36            | Pawieł Winogradow      | 3, Rosja            | 14.05.2013 – 11.09.2013 | 6      | |
| 37            | Fiodor Jurczychin      | 4, Rosja            | 11.09.2013 – 11.11.2013 | 6      | |
| 38            | Oleg Kotow             | 3, Rosja            | 11.11.2013 – 11.03.2014 | 6      | |
| 39            | Koichi Wakata          | 4, Japonia          | 11.03.2014 – 14.05.2014 | 6      | |
| 40            | Steven Swanson         | 3, USA              | 14.05.2014 – 11.09.2014 | 6      | |
| 41            | Maksim Surajew         | 2, Rosja            | 11.09.2014 – 10.11.2014 | 6      | |
| 42            | Barry Wilmore          | 2, USA              | 10.11.2014 – 12.03.2015 | 6      | |
| 43            | Terry Virts            | 2, USA              | 12.03.2015 – 11.06.2015 | 6      | |
| 44            | Giennadij Padałka      | 5, Rosja            | 11.06.2015 – 12.09.2015 | 6      | |
| 45/46         | Scott Kelly            | 4, USA              | 12.09.2015 – 2.03.2016  | 6      | Kelly kontynuował dowodzenie ISS w Ekspedycji 46. Misja Kelly’ego na stacji trwała przez prawie rok, w tym czasie był on członkiem aż czterech kolejnych Ekspedycji.                                                                                              |
| 47            | Timothy Kopra          | 2, USA              | 2.03.2016 – 18.06.2016  | 6      | |
| 48            | Jeffrey Williams       | 4, USA              | 18.06.2016 – 7.09.2016  | 6      | |
| 49            | Anatolij Iwaniszyn     | 2, Rosja            | 7.09.2016 – 30.10.2016  | 6      | |
| 50            | Robert Kimbrough       | 2, USA              | 30.10.2016 – 10.04.2017 | 6      | |
| 51            | Peggy Whitson          | 3, USA              | 10.04.2017 – 2.06.2017  | 5      | |
| 52            | Fiodor Jurczychin      | 5, Rosja            | 2.06.2017 – 3.09.2017   | 6      | |
| 53            | Randolph Bresnik       | 2, USA              | 3.09.2017 – 14.12.2017  | 6      | |
| 54            | Aleksandr Misurkin     | 2, Rosja            | 14.12.2017 – 28.02.2018 | 6      | |
| 55            | Anton Szkaplerow       | 3, Rosja            | 28.02.2018 – 3.06.2018  | 6      | |
| 56            | Andrew Feustel         | 3, USA              | 3.06.2018 – 4.10.2018   | 6      | |
| 57            | Alexander Gerst        | 2, Europa (Niemcy)  | 4.10.2018 – 20.12.2018  | 6      | |
| 58/59         | Oleg Kononienko        | 4, Rosja            | 20.12.2018 – 25.06.2019 | 3      | Po nieudanym starcie Sojuza MS-10 załoga ISS musiała zostać czasowo ograniczona do 3 osób. Kononienko kontynuował dowodzenie ISS w Ekspedycji 59. |
| 60            | Aleksiej Owczynin      | 3, Rosja            | 25.06.2019 – 3.10.2019  | 6      | |
| 61            | Luca Parmitano         | 2, Europa (Włochy)  | 3.10.2019 – 6.02.2020   | 6      | |
| 62            | Oleg Skripoczka        | 3, Rosja            | 6.02.2020 – 17.04.2020  | 6      | |
| 63            | Christopher Cassidy    | 3, USA              | 17.04.2020 – 22.10.2020 | 3      | Na skutek ograniczenia częstotliwości startów Sojuzów i opóźnień w startach nowych statków USA, załoga ISS została ograniczona czasowo do 3 osób |
| 64            | Siergiej Ryżykow       | 2, Rosja            | 22.10.2020 – 15.04.2021 | 3-7    | Po pierwszym starcie prywatnego statku Dragon Crew-1 z 4-osobowa załogą, załoga ISS została zwiększona do 7 osób; odtąd transport załóg odbywa się równocześnie Sojuzami i Dragonami                                                                              |
| 65            | Shannon Walker         | 2, USA              | 15.04.2021 – 27.04.2021 | 7      | W trakcie Ekspedycji 65 dowództwo sprawowało kolejno troje astronautów |
| 65            | Akihiko Hoshide        | 3, Japonia          | 27.04.2021 – 4.10.2021  | 7      | |
| 65/66         | Thomas Pesquet         | 2, Europa (Francja) | 4.10.2021 – 8.11.2021   | 7      | Pesquet kontynuował dowodzenie ISS w Ekspedycji 66, podczas której sprawowali je kolejno dwaj astronauci |
| 66            | Anton Szkaplerow       | 4, Rosja            | 8.11.2021 – 30.03.2022  | 7      | |
| 67            | Thomas Marshburn       | 3, USA              | 30.03.2022 – 4.05.2022  | 7      | W trakcie Ekspedycji 67 dowództwo sprawowało kolejno dwóch astronautów |
| 67            | Oleg Artiemjew         | 3, Rosja            | 4.05.2022 – 28.09.2022  | 7      | |
| 68            | Samantha Cristoforetti | 2, Europa (Włochy)  | 28.09.2022 – 12.10.2022 | 7      | W trakcie Ekspedycji 68 dowództwo sprawowało kolejno dwóch astronautów |
| 68/69         | Siergiej Prokopjew     | 2, Rosja            | 12.10.2022 – 27.09.2023 | 7      | Prokopjew kontynuował dowodzenie ISS w Ekspedycji 69 |
| 70            | Andreas Mogensen       | 2, Europa (Dania)   | 27.09.2023 – 10.03.2024 | 7      | W trakcie Ekspedycji 70 dowództwo sprawowało kolejno dwóch astronautów |
| 70/71         | Oleg Kononienko        | 5, Rosja            | 11.03.2024 – 22.09.2024 | 7      | Kononienko kontynuował dowodzenie ISS w Ekspedycji 71. |
| 72            | Sunita Williams        | 3, USA              | 22.09.2024 – 7.03.2025  | 7      | |
| 72            | Aleksiej Owczynin      | 4, Rosja            | 7.03.2025 – 18.04.2025  | 7      | W trakcie Ekspedycji 72 dowództwo sprawowało kolejno dwoje astronautów |
| 73            | Takuya Onishi          | 2, Japonia          | 18.04.2025 – ?.08.2025  | 7      | |
| 73            | Siergiej Ryżykow       | 3, Rosja            | ?.08.2025 –             | 7      | W trakcie Ekspedycji 73 dowództwo sprawowało kolejno dwóch astronautów |

## Liczba dowództw przyznanych poszczególnym krajom
Liczba dowództw przyznanych poszczególnym krajom uczestniczącym w programie ISS. Kolejność w tabeli wynika z kolejności pierwszego dowództwa przyznanego danemu krajowi.
| Kraj         | Liczba dowództw | Uwagi                                      |
| ------------ | --------------- | ------------------------------------------ |
| USA          | 30              |                                            |
| Rosja        | 35              |                                            |
| Europa (ESA) | 6               | Belgia, Niemcy, Włochy (2), Francja, Dania |
| Kanada       | 1               |                                            |
| Japonia      | 3               |                                            |

## Lista astronautów z więcej niż jednym dowództwem
Więcej niż jedno dowództwo sprawowali astronauci:
| Astronauta        | Kraj  | Liczba dowództw | W latach  |
| ----------------- | ----- | --------------- | --------- |
| Giennadij Padałka | Rosja | 4               | 2004-2015 |
| Fiodor Jurczychin | Rosja | 3               | 2007-2017 |
| Oleg Kononienko   | Rosja | 3               | 2012-2024 |
| Paweł Winogradow  | Rosja | 2               | 2006-2013 |
| Oleg Kotow        | Rosja | 2               | 2010-2014 |
| Scott Kelly       | USA   | 2               | 2010-2016 |
| Peggy Whitson     | USA   | 2               | 2007-2017 |
| Anton Szkaplerow  | Rosja | 2               | 2018-2022 |
| Sunita Williams   | USA   | 2               | 2012-2025 |
| Aleksiej Owczynin | Rosja | 2               | 2019-2025 |
| Siergiej Ryżykow  | Rosja | 2               | 2020-2025 |